# TVバンク
TVバンク株式会社は、かつて存在したソフトバンクグループとヤフージャパンの合弁子会社。出資比率はソフトバンクグループ60%、ヤフー40%。
主に動画コンテンツの制作や運用、および吉本興業との合弁子会社コンテンツバンクのYNN47サイトの運営を手がけていたが、2018年7月1日付でソフトバンクへ吸収合併された。

## 沿革
- 2005年12月19日 - ソフトバンクとヤフージャパンの合弁によりTVバンク株式会社を設立[2]。
- 2006年9月26日 - P2P型オーバーレイマルチキャスト「BBブロードキャスト」を開発[3]。
- 2007年5月22日 - 携帯電話向け動画コンテンツサービス「Yahoo!動画（ベータ版）」の提供を開始[4]。
- 2008年1月24日 - 子会社を通じてパリーグ全球団主催試合のネット配信権を取得[5]。
- 2010年
  - 3月18日 - 「パ・リーグ ライブTV」のサービス開始[6]。
  - 5月19日 - USTREAMと合弁会社「USTREAM Asia」を設立。出資比率は当社60%、Ustream32%、DCMベンチャーズ（ファンド）8%[7]。
  - 1月7日 - iPhone用のワンセグ遠隔視聴アプリ「TVモバイル」をリリース[8]。
  - 7月29日 - Android向け動画配信アプリ「ビデオストア」をリリース[9]。
- 2011年
  - 5月9日 - 吉本興業と合弁で「コンテンツバンク」を設立。出資比率は当社60%、よしもとクリエイティブ・エージェンシー40%[10]。
  - 9月26日 - Android向けアプリ「まるごとJリーグ動画」をリリース[11]。
- 2012年
  - 2月29日 - 「パ・リーグ ライブTV」事業をパシフィックリーグマーケティングに譲渡[12]。
  - 2月6日 - 総合格闘技「UFC」をPC向けに配信開始[13]。
  - 7月6日 - スマートフォン向けアプリ「UFC モバイル」をリリース[14]。
  - 12月18日 - FOXインターナショナル・チャンネルズと合弁でFOX SPORTS ジャパンを設立。出資比率はFOX60%、当社40%[15]。
- 2013年
  - 7月1日 - 多チャンネル配信サービス「BBTV NEXT」を開始[16]。
  - 7月26日 - F1をiPadやPCでライブ視聴できる「Formula 1 on Zume」のサービス開始[17]。
  - 9月3日 - 3Gケータイ向け動画サービス「SHUUN」を開始[18]。
- 2014年12月16日 - FOX SPORTS ジャパンが事業終了[19]。
- 2016年2月24日 - UstreamAsiaを吸収合併[20]。
- 2018年7月1日 - スポーツライブエンターテインメントと共に、ソフトバンクを存続会社として吸収合併[21]。